# Grand Prix Hassan II 2025 - Qualificazioni singolare
Le qualificazioni del singolare del Grand Prix Hassan II 2025 sono un torneo di tennis preliminare per accedere alla fase finale. I vincitori dell'ultimo turno sono entrati di diritto nel tabellone principale. In caso di ritiro di uno o più giocatori aventi diritto a questi subentrano gli alternate, coloro che vengono ammessi al tabellone principale a causa dell'assenza di un lucky loser che possa sostituire il giocatore ritirato.

## Teste di serie
1. Kamil Majchrzak (qualificato)
2. Federico Coria (qualificato)
3. Juan Manuel Cerúndolo (qualificato)
4. Harold Mayot (ultimo turno)

1. Sumit Nagal (ultimo turno)
2. Dominik Koepfer (ritirato)
3. Pierre-Hugues Herbert (qualificato)
4. Alejandro Moro Cañas (primo turno)

## Qualificati
1. Fabio Fognini
2. David Goffin

1. Nicolas Moreno de Alboran
2. Matteo Gigante

## Tabellone

### Legenda
| - Q = Qualificato - WC = Wild card - LL = Lucky loser | - ALT = Alternate - SE = Special Exempt - PR = Protected Ranking | - w/o = Walkover - r = Ritirato - d = Squalificato |

### Sezione 1
|  | Primo turno | Primo turno       | Primo turno       | Primo turno | Primo turno |  |  | Ultimo turno | Ultimo turno    | Ultimo turno    | Ultimo turno | Ultimo turno |  |
|  |             |                   |                   |             |             |  |  |              |                 |                 |              |              |  |
|  | 1           | Kamil Majchrzak   | Kamil Majchrzak   | 6           | 6           |  |  |              |                 |                 |              |              |  |
|  |             | Marco Trungelliti | Marco Trungelliti | 4           | 3           |  |  | 1            | Kamil Majchrzak | Kamil Majchrzak | 7            | 6            |  |
|  | WC          | Amine Jamji       | Amine Jamji       | 2           | 2           |  |  | 5            | Sumit Nagal     | Sumit Nagal     | 5            | 1            |  |
|  | 5           | Sumit Nagal       | Sumit Nagal       | 6           | 6           |  |  |              |                 |                 |              |              |  |

### Sezione 2
|  | Primo turno | Primo turno          | Primo turno          | Primo turno | Primo turno |  |  | Ultimo turno | Ultimo turno   | Ultimo turno   | Ultimo turno | Ultimo turno |  |
|  |             |                      |                      |             |             |  |  |              |                |                |              |              |  |
|  | 2           | Federico Coria       | Federico Coria       | 6           | 2           |  |  |              |                |                |              |              |  |
|  | PR          | Giulio Zeppieri      | Giulio Zeppieri      | 3           | 0r          |  |  | 2            | Federico Coria | Federico Coria | 6            | 6            |  |
|  |             | Calvin Hemery        | Calvin Hemery        | 6           | 6           |  |  |              | Calvin Hemery  | Calvin Hemery  | 4            | 2            |  |
|  | 8           | Alejandro Moro Cañas | Alejandro Moro Cañas | 1           | 3           |  |  |              |                |                |              |              |  |

### Sezione 3
|  | Primo turno | Primo turno           | Primo turno           | Primo turno | Primo turno |  |  | Ultimo turno | Ultimo turno          | Ultimo turno | Ultimo turno | Ultimo turno |  |
|  |             |                       |                       |             |             |  |  |              |                       |              |              |              |  |
|  | 3           | Juan Manuel Cerúndolo | Juan Manuel Cerúndolo | 6           | 6           |  |  |              |                       |              |              |              |  |
|  | WC          | Karim Bennani         | Karim Bennani         | 0           | 2           |  |  | 3            | Juan Manuel Cerúndolo | 6            | 3            | 6            |  |
|  |             | Titouan Droguet       | Titouan Droguet       | 7           | 6           |  |  |              | Titouan Droguet       | 2            | 6            | 1            |  |
|  | Alt         | Manuel Guinard        | Manuel Guinard        | 63          | 3           |  |  |              |                       |              |              |              |  |

### Sezione 4
|  | Primo turno | Primo turno           | Primo turno   | Primo turno | Primo turno |  |  | Ultimo turno | Ultimo turno          | Ultimo turno          | Ultimo turno | Ultimo turno |  |
|  |             |                       |               |             |             |  |  |              |                       |                       |              |              |  |
|  | 4           | Harold Mayot          | Harold Mayot  | 6           | 3           |  |  |              |                       |                       |              |              |  |
|  | Alt         | Aslan Karacev         | Aslan Karacev | 4           | 0r          |  |  | 4            | Harold Mayot          | Harold Mayot          | 1            | 4            |  |
|  |             | Henrique Rocha        | 6             | 62          | 61          |  |  | 7            | Pierre-Hugues Herbert | Pierre-Hugues Herbert | 6            | 6            |  |
|  | 7           | Pierre-Hugues Herbert | 4             | 7           | 7           |  |  |              |                       |                       |              |              |  |